# Casa de la Vila de Bellvís
La Casa de la Vila de Bellvís és una obra de Bellvís (Pla d'Urgell) inclosa a l'Inventari del Patrimoni Arquitectònic de Catalunya.

## Descripció
Edifici públic de considerables dimensions. Ubicat en un lloc cèntric de la població, la seva façana principal és al c/ Domènec Cardenal i la posterior s'obre a la plaça Catalunya. Sobre un solat quadrangular s'aixeca l'edifici de planta baixa i dos pisos superiors. És cobert a quatre aigües i totes les façanes són obertes. Destaca per la seva austeritat compositiva i per l'ordre i la simetria d'obertures. No hi ha cap element ornamental a destacar tret de l'escut del poble, un raïm, a la dovella central de la porta principal, on també hi ha la data de 1898. Els usos funcionals responen a les necessitats administratives d'un edifici públic d'aquestes característiques. A la façana posterior, a la plaça, hi ha l'accés a la biblioteca popular.